# Complejo Deportivo de Sebastopol
El Complejo Deportivo de Sebastopol o SKS-Arena (en ucraniano: СКС-Арена, en ruso: СКС-Арена) es el estadio que funcionó hasta 2014 como sede del club FC Sevastopol de la Liga Premier Ucraniana, en la ciudad del mismo nombre, oficialmente parte de Ucrania, sin embargo, desde marzo de 2014 administrada de facto por la Federación Rusa (como consecuencia de la anexión de Crimea).
Durante los primeros años de la historia del club, el estadio se encontraba fuera de la ciudad de Sebastopol, era el estadio de Druzhba situado en Bakhchisaray, Crimea.
Inaugurado en 1985, fue remodelado en 2010 y en 2011, cumpliendo estándares de la FIFA y la UEFA. En 2009, el FC Sevastopol le compró el estadio al Ayuntamiento de la ciudad.
Actualmente, la ciudad construye el estadio Hirnyk en Balaklava, donde el club tiene previsto celebrar sus partidos en el futuro.